# J. Carrol Naish
Joseph Patrick Carrot Naish (Nova Iorque, 21 de janeiro de 1896 - San Diego, 24 de janeiro de 1973) foi um ator estadunidense. Em 1932, ele atuou em seu primeiro grande filme, Vingança de Buda. Seus outros trabalhos incluem: Idílio na Selva (1938), estrelado por Dorothy Lamour; um papel de pirata em O Capitão Blood; Beau Geste, e A Morte de uma Ilusão, pela qual recebeu uma indicação ao Oscar.